# Renato Ibarra
Pour les articles homonymes, voir Ibarra.
Alex Renato Ibarra Mina, né le 20 janvier 1991 à Ambuquí (en) en Équateur, est un footballeur international équatorien. Il évolue au poste de milieu droit avec l'Independiente del Valle. 
Son frère cadet, Romario Ibarra, est également footballeur professionnel.

## Biographie

### Carrière internationale
En juin 2014, le sélectionneur Reinaldo Rueda annonce qu'Ibarra est retenu dans la liste des 23 joueurs pour jouer la Coupe du monde 2014 au Brésil.